# Wacław Winecki
Wacław Winecki (zm. w 1940) – polski lekkoatleta, specjalizujący się w biegach średniodystansowych.

## Osiągnięcia
- Mistrzostwa Polski seniorów w lekkoatletyce (1 medal)[2]
  - Poznań 1939 – srebrny medal w biegu na 800 m

- Halowe mistrzostwa Polski seniorów w lekkoatletyce (1 medal)[3]
  - Przemyśl 1939 – brązowy medal w sztafecie 3 × 800 m

- Reprezentant Polski w meczach międzynarodowych[4]
  - Polska – Litwa, Warszawa 1939 (bieg na 800 m)